# Oxysmilia
Oxysmilia is een geslacht van neteldieren uit de klasse van de Anthozoa (bloemdieren).

## Soorten
- Oxysmilia corrugata Cairns, 1999
- Oxysmilia rotundifolia (Milne Edwards & Haime, 1848)